# Risnjak
Il Risnjak (1.528 m s.l.m.) è una montagna croata situata nell'omonimo parco nazionale, nell'altopiano del Gorski Kotar.  Appartiene alla catena montuosa delle Alpi Dinariche. Il nome del massiccio deriva probabilmente da "ris", la parola croata per lince. Un'altra interpretazione suggerisce che possa provenire dalla parola locale "risje", un tipo di erba.

## Descrizione
La vegetazione è molto varia. Sono state registrate trenta diverse comunità vegetali, tra cui le più comuni sono le foreste di faggio e abete che arrivano fino a 1240 m di quota, dove vengono sostituite da faggi subalpini. La vegetazione più alta è una cintura di pino mugo. La fauna del posto include molte specie di uccelli e mammiferi, compresi diversi tipi di camosci. Dal 1974 la lince ha fatto il suo ritorno nell'area.
La cima più alta è il Risnjak o Veliki Risnjak ("grande Risnjak" in lingua croata), ed è anche la vetta più alta del parco nazionale omonimo, nonché la seconda del Gorski Kotar accanto a Bjelolasica. Sul suo versante meridionale si trova la baita denominata "Šloserov dom", costruita da Josip Schlosser. La vetta può essere raggiunta solo a piedi, da Crni Lug o da una strada sterrata che inizia a Gornje Jelenje.
Le vette più alte del monte Risnjak sono: Veliki Risnjak (1528 m), Snježnik (1506 m), Sjeverni Mali Risnjak (1434 m) e Južni Mali Risnjak (1448 m).